# Tramway de Casablanca
Le tramway de Casablanca est un système de transport en commun en site propre desservant l'agglomération de Casablanca, capitale économique du Maroc.
Depuis son inauguration en décembre 2012 avec la mise en service de la première ligne (T1), le réseau de tramway s’est développé avec l’ouverture de la ligne T2 en 2019, puis s’est renforcé en septembre 2024 grâce à la mise en service des lignes T3 et T4. En 2025, le réseau atteint une longueur totale de 73 kilomètres, avec 107 stations réparties sur différents quartiers de la ville.
L’exploitation et la maintenance du réseau sont assurées par RATP Dev Casablanca, filiale de RATP Dev, sous la supervision de Casa Transport, l’autorité organisatrice de la mobilité à Casablanca.

## Histoire

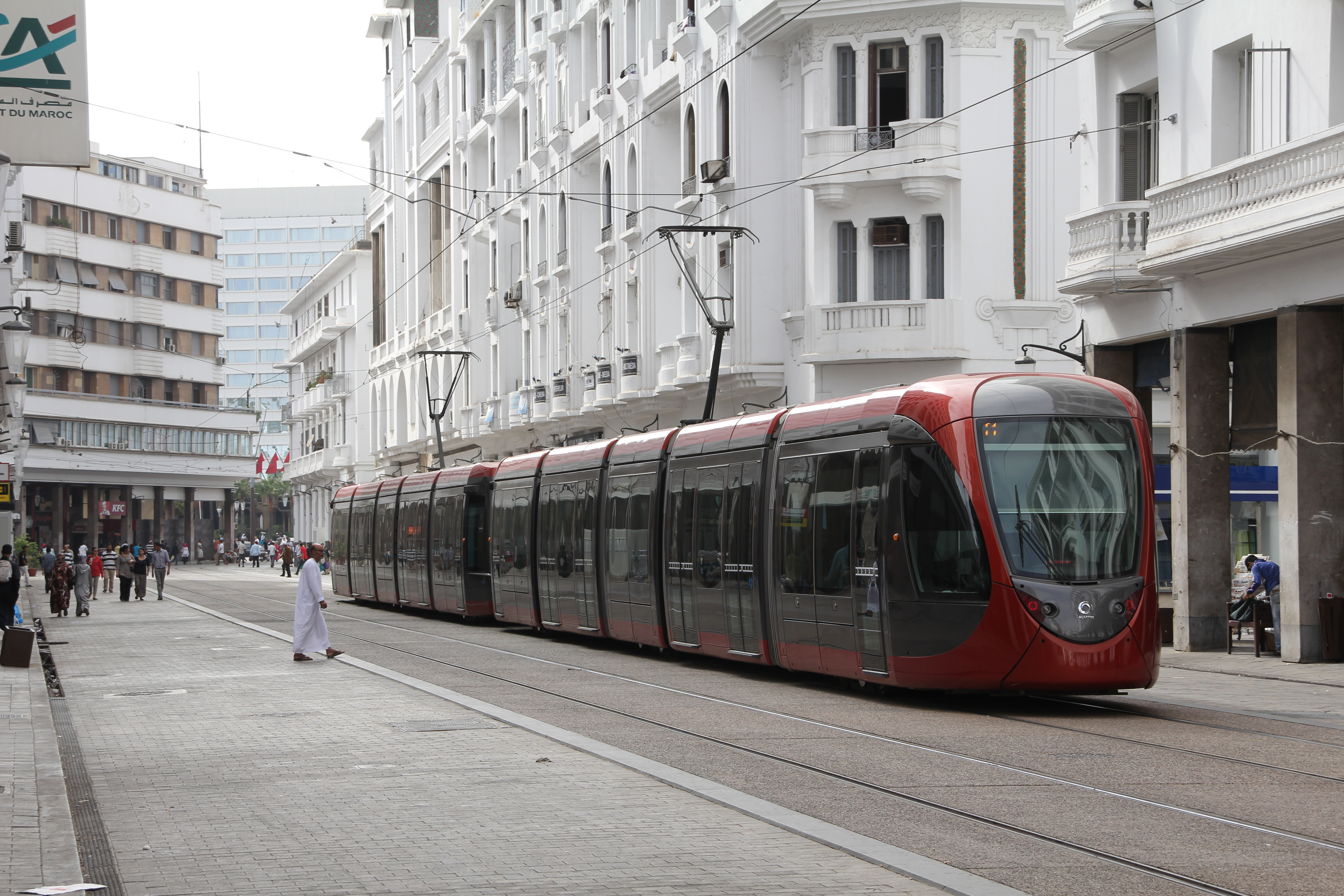
Tramway boulevard Mohammed V, sur la section rendue piétonne à l'occasion du projet, dans le centre de Casablanca.

Le Plan de Déplacement Urbain de Casablanca (PDU) adopté en 2007 recommande un scenario volontariste visant à doter Casablanca de transport collectif de masse modernes, améliorer les infrastructures de mobilité, connecter les quartiers périphériques et créer des espaces de mobilité propices à la cohésion sociale.
Dans ce contexte, la société Casa Transport SA , société anonyme de développement local (SDL) créée en mars 2009, a été désignée "Maître d'ouvrage"  de l'ensemble des projets de développement, gestion et réalisation des solutions de déplacement urbain à Casablanca notamment le réseau de tramway, Busway et bus.
En 2009, les travaux préparatoires de la ligne 1 du tramway visant à préparer les infrastructures à accueillir les lignes tramway, cela inclut les déviations des réseaux d'assainissement, d'électricité et de télécommunications. En octobre 2010, les travaux d'infrastructure ont débuté  incluant la mise en place des différents niveaux de béton, la pause des câbles multitubulaires et la voie ferrée. Elle a été inaugurée le 12 décembre 2012 par le roi Mohammed VI.
Face au succès rapide de la première ligne du tramway, largement adopté par les Casablancais, le Plan de Développement du Grand Casablanca a accéléré en 2014 la mise en œuvre des autres lignes du réseau de transport en commun en site propre, conformément aux recommandations du Plan des Déplacements Urbains de Casablanca.

## Réseau actuel
Depuis le 23 septembre 2024, le réseau de tramway de Casablanca comprend quatre lignes de tramway, T1, T2, T3 et T4, d'une longueur totale de 73km et 109 stations, connectées entre elles et avec les lignes du Busway via plus de 12 points de correspondance .
| Ligne | Terminus                                 | Ouverture | Longueur (km) | Stations |
| ----- | ---------------------------------------- | --------- | ------------- | -------- |
|       | Lissasfa ↔ Sidi Moumen                   | 2012      | 23,5          | 36       |
|       | Aïn Diab Plage ↔ Sidi Bernoussi          | 2019      | 23            | 32       |
|       | Gare de Casa-Port ↔ Hay El Wahda         | 2024      | 14            | 20       |
|       | Parc de la Ligue Arabe ↔ Mohammed Erradi | 2024      | 12,5          | 19       |
| TOTAL | TOTAL                                    | TOTAL     | 73            | 107      |

### Ligne1
Lors de sa mise en service initiale le 12 décembre 2012, la ligne fut une ligne sous forme de Y avec deux branches occidentales: à partir de la station Abdelmoumen une première branche reliait le terminus Sidi Moumen à la plage de Ain Diab et une seconde à destination des Facultés. Lors de l'ouverture de la ligne 2, la branche d'Aïn Diab Plage fut dissociée de la ligne 1 et rattachée à la nouvelle ligne 2. Par ailleurs, la branche Facultés fut prolongée de 1,8 km, desservant les quartiers de Laymoun, Floride et Lissasfa.
Depuis 2019, la ligne 1 relie Lissasfa et Sidi Moumen via 36 stations, le long de 23.5km. Cette ligne, dispose de 6 stations de correspondance avec les lignes Tramway (T2,T3 et T4) et Busway.

### Ligne2
La ligne Casatramway «T2» , mis en service le 23 janvier 2019, vient compléter le réseau en desservant 9 arrondissements sur une longueur de 23 km et un couloir direct pour 450 000 habitants. Elle relie Aïn Diab à Sidi Bernoussi via 32 stations et dispose de 5 points de correspondance avec les lignes tramway T1, T3 et T4 et la ligne BW2 du Busway.
L'infrastructure entre Aïn Diab Plage et Abdelmoumen de 7.5 km de long fut en réalité mis en service le 12 décembre 2012 sous forme d'une branche de la ligne 1.

### Ligne3
Le 23 septembre 2024, le réseau de transport en commun en site propre de Casablanca a accueilli la 3ème et la 4ème ligne de tramway totalisant 26 km, comptant 39 stations voyageurs et plusieurs points de correspondance multimodaux.
La ligne T3, d'une longueur de 14 km comporte 20 stations. Elle dessert les axes : Bvds Abdelkader Essahraoui, Idriss El Allam, Idriss Harti, Mohammed VI, Place de la Victoire, Mohammed Smiha, Gare Casa Port.

La ligne T4 quant à elle, compte 19 stations sur une longueur de 12,5 km. Elle dessert les axes : Bvds Okba Ibnou Nafiaa, Idriss al Harti, Idriss El Allam, Forces Auxiliaires, Boulevard du Nil, Anoual, 10 Mars, Oulad Ziane, Place de la Victoire, Rahal Meskini, Allal El Fassi, Parc de la Ligue Arabe.

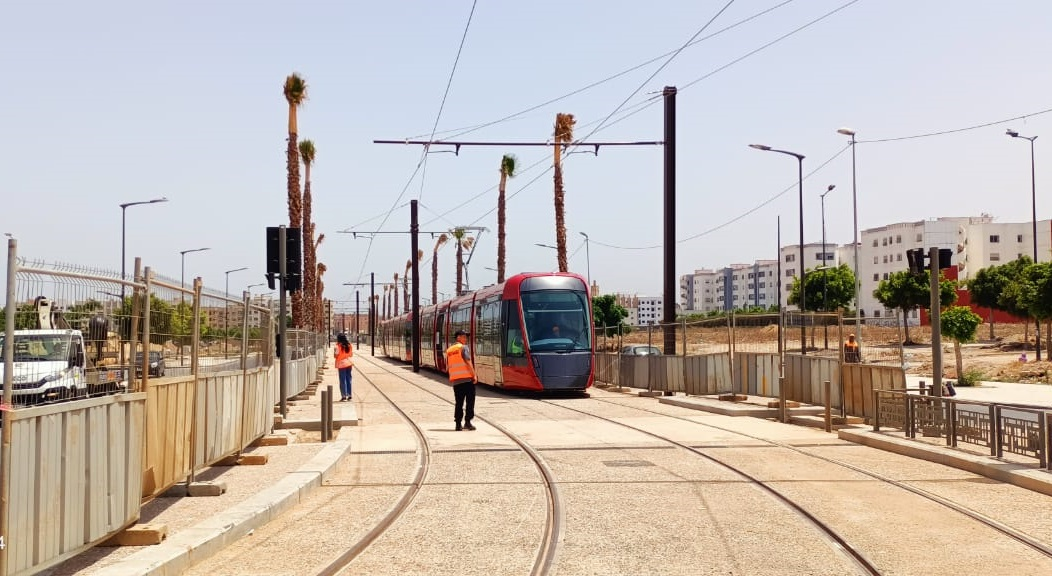
Rame Alstom Citadis X05 en essai sur la ligne T3

### Ligne4
La ligne relie le Parc de la Ligue arabe dans le centre-ville de Casablanca à Mohammed Erradien périphérie sud-est de la ville, en suivant un axe nord-ouest/sud-est.

## Exploitation
Le temps de parcours entre Sidi Moumen et Facultés est de 69 minutes et de 77 minutes entre Sidi Moumen et Ain Diab Plage (contre 64 et 69 respectivement prévus à l'ouverture de la ligne),. Le tramway bénéficie d'un taux de priorité aux carrefours de 75 %, la vitesse commerciale moyenne du tramway atteint jusqu'à 19 km/h. Le tramway circule tous les jours entre 5 heures 30 (premier départ de tous les trois terminus) et 23 heures environ (dernier départ de tous les trois terminus à 22 heures 30). Depuis décembre 2015, RATP Dev est le seul et unique actionnaire de Casa Tram.
En juin 2016, Casa Transport lance l'appel d'offres pour le nouveau contrat d'exploitation et de maintenance (durée de 12 ans à partir de décembre 2017, comprenant non seulement la ligne T1 mais aussi les futures autres lignes de tramway et le réseau Busway). Trois candidats soumettent une offre en janvier 2017 : le sortant RATP Dev, Transdev et un groupement autour de National Express, en coopération avec Alsa et l'ONCF. En juin 2017, CU

Station de tramway, Place financière.

Le tramway de Casablanca est équipé de 124 rames type Citadis 302 construites par Alstom en France,. L'assemblage final s'est effectué à Reichshoffen, en Alsace. Les rames sont dotées d'une climatisation et de vitres teintées ainsi que d'un système d'information voyageurs en arabe et en français. Elles circulent systématiquement en unités multiples d'une longueur totale de 65 mètres. Le plancher bas intégral assure la pleine accessibilité aux personnes à mobilité réduite.
Le marché initial de fourniture des trains conclu avec Alstom comprenait également la maintenance de ces rames, pour une période de 15 ans. Sa valeur, tranche ferme, maintenance et options incluses, s'élevait à plus de 190 millions d'euros. En août 2014, moins de deux ans après la mise en service, Alstom a mis fin à ses prestations sur fond de « divergences contractuelles ». La maintenance des tramways et des infrastructures est alors reprise par Casa Tram, avec l'aide d'experts de la RATP.
En octobre 2020, Alstom remporte la livraison des futurs tramways pour les lignes 3 et 4 face à la société espagnole CAF. Ces 66 rames doubles (avec 22 en option) de type Citadis X05 permettront alors un élargissement du parc qui sera de 190, voire de 212 rames en cas d'option prise. Ces rames seront livrées en 2022-2023. La mise en service prévue des deux nouvelles lignes de tramway a été décalée à 2024.

### Tarification
Le prix du ticket, subventionné par l'État marocain et la municipalité de Casablanca, a été fixé à 6 dirhams (environ 0,54 euro) le trajet, l'abonnement hebdomadaire à 60 dirhams (environ 5,40 euros) et l'abonnement mensuel à 230 dirhams (environ 20,70 euros). Les étudiants de moins de 26 ans provenant des établissements publics et privés ainsi que des formations professionnelles homologuées par le ministère de l'enseignement supérieur bénéficient d'un tarif mensuel réduit de 150 dirhams (environ 13,50 euros). Une tarification intégrée tramway et bus est à l'étude.
Toutes les stations sont équipées de portiques, les voyageurs doivent valider leur titre de voyage à l'entrée et à la sortie de la station. Des superviseurs de station assurent une présence humaine et le bon déroulement de la validation. Selon Casa Transport, le taux de fraude s'établit à 0,25%.

### Fréquentation

#### Passagers par jour
En 2012, lors du lancement du tramway, Casa Transport estime la capacité de la première ligne à 250 000 voyageurs par jour.
Au cours du premier mois, on recense entre 40 000 et 45 000 usagers quotidiens .
En juin 2013 on recense 70 000 usagers quotidiens en moyenne .
En janvier 2014, on recense 85 000 usagers quotidiens en moyenne 
En décembre 2014, on recense 120 000 voyageurs quotidiens en moyenne.
Fin 2019, on dénombrait en moyenne 140 000 voyages par jour ouvré sur la ligne 1, et 80 000 voyages sur la ligne 2. Le record de fréquentation a été atteint le 2 octobre 2019, avec 243 708 voyages sur les deux lignes.

#### Passagers annuels
|               | 2013 | 2014 | 2015 | 2016 | 2017 | 2018 | 2019 |
| ------------- | ---- | ---- | ---- | ---- | ---- | ---- | ---- |
| Ligne 1       | 22,4 | 30,4 | 34,3 | 36,1 | 34,7 | --   | 50,6 |
| Lignes 1 et 2 |      |      |      |      |      |      | --   |

#### Stations les plus fréquentées
La station la plus fréquentée est celle de la Place des Nations-Unies,

## Projets de développement

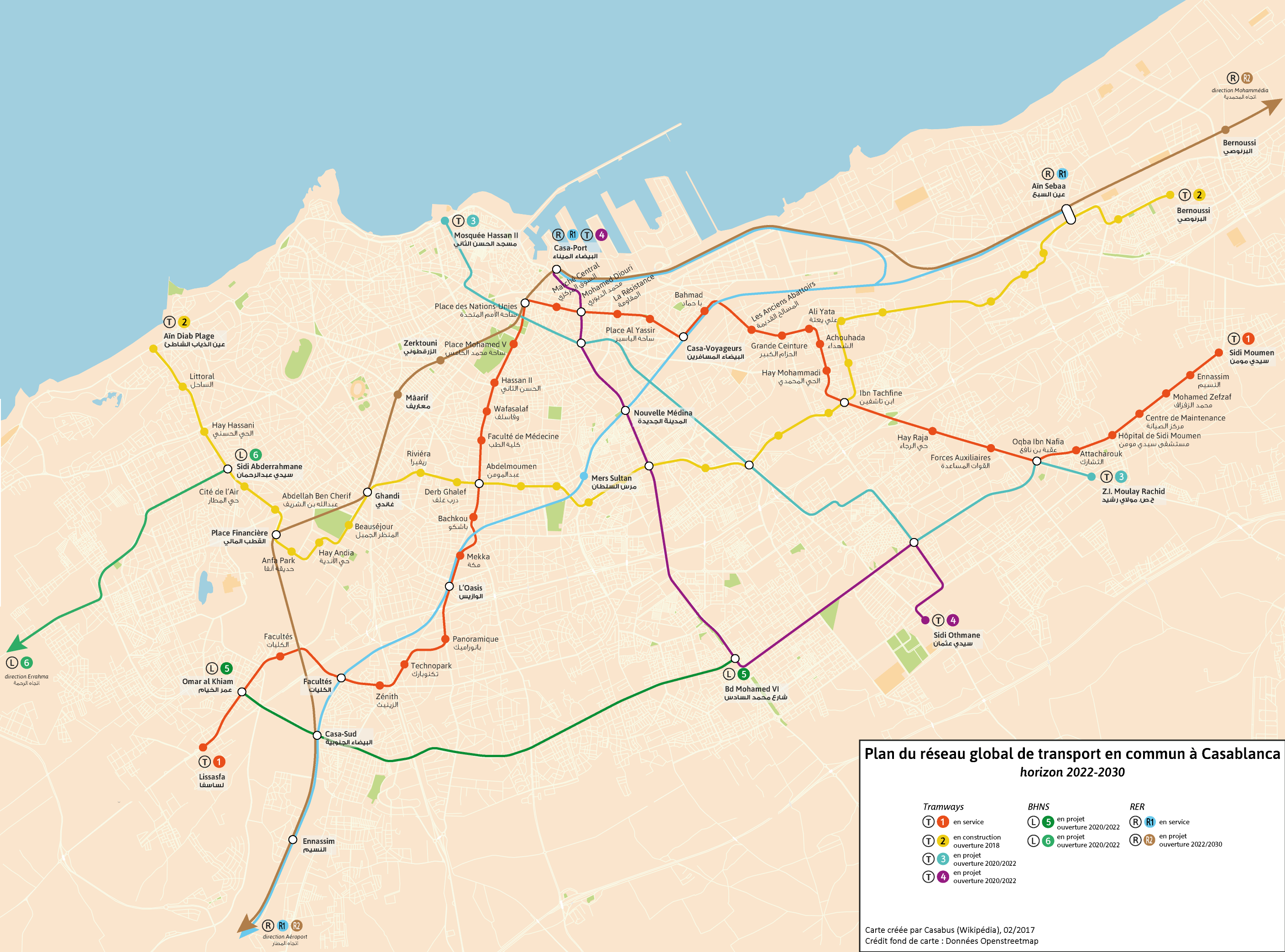
Schéma du réseau de tramway casablancais intégré au schéma des RER à l'horizon 2022-2030 (Schéma actuellement obsolète).

Le Schéma directeur d'aménagement urbain (SDAU) et le Plan de déplacement urbain (PDU) du Grand Casablanca prévoient à terme un réseau constitué de 4 lignes de tramway, dont deux transversales (T1, T2) et deux radiales (T3, T4). Ces lignes composeront avec deux lignes de busway et les lignes de chemin de fer régionales,,. Le métro léger est finalement abandonné car trop cher. Cela permettra d'offrir à la ville un réseau d'une longueur de 110 km.
Les lignes T3 et T4 sont longues respectivement de 14 km et 13 km. La ligne T3 relie la Gare de Casa-Port au quartier de Hay El Wahda via le boulevard Mohammed VI. La ligne T4 relie le Parc de la Ligue Arabe à l'avenue Mohammed Erradi. Un prolongement est envisagé depuis le Parc de la Ligue Arabe à la Mosquée Hassan II. Elles ont été mises en service en septembre 2024.

### Rapports
- Évaluation de la phase 1 du tramway de Rabat-Salé et de la ligne 1 du tramway de Casablanca (Rapport)

### Articles
- Busway de Casablanca
- Réseau de bus Casabus
- Métro de Casablanca
- Liste des tramways en Afrique